# XML 스키마
XML 스키마(XML schema)는 XML 문서 유형에 대한 설명으로, 일반적으로 XML 자체에서 부과하는 기본적인 구문적 제약 조건을 넘어 해당 유형의 문서 구조 및 내용에 대한 제약 조건으로 표현된다. 이러한 제약 조건은 일반적으로 요소 순서를 제어하는 문법적 규칙, 내용이 충족해야 하는 부울 술어, 요소 및 속성의 내용을 제어하는 데이터 유형, 그리고 고유성 및 참조 무결성 제약 조건과 같은 보다 특수한 규칙의 조합을 사용하여 표현된다.
XML 스키마를 표현하기 위해 특별히 개발된 언어가 있다. XML 사양에 기본적으로 포함된 문서 형식 정의(DTD) 언어는 비교적 기능이 제한적이지만 XML에서 스키마 표현 외에도 다른 용도로 사용되는 스키마 언어이다. 널리 사용되는 두 가지 더 표현력이 뛰어난 XML 스키마 언어로는 XML 스키마(XML Schema)와 RELAX NG가 있다.
XML 문서를 스키마와 연결하는 메커니즘은 스키마 언어에 따라 다르다. 연결은 XML 문서 자체 내의 마크업을 통해 수행되거나 외부 수단을 통해 수행될 수 있다.
XML 스키마 정의는 일반적으로 XSD라고 한다.

## 언어
| 언어                                                            | 축약              | 버전                                           | 관련 기관    |
| --------------------------------------------------------------- | ----------------- | ---------------------------------------------- | ------------ |
| Constraint Language in XML                                      | CLiX              | 2005                                           | 독립         |
| Document Content Description facility for XML, an RDF framework | DCD               | v1.0 (1998)                                    | W3C (Note)   |
| Document Definition Markup Language                             | DDML              | v0 (1999)                                      | W3C (Note)   |
| Document Structure Description                                  | DSD               | 2002, 2005                                     | BRICS (파산) |
| 문서 형식 정의                                                  | DTD               | 1986 (SGML)                                    | ISO          |
| 문서 형식 정의                                                  | DTD               | 2008 (XML)                                     | ISO/IEC      |
| Namespace Routing Language                                      | NRL               | 2003                                           | Independent  |
| Namespace-based Validation Dispatching Language                 | NVDL              | 2006                                           | ISO/IEC      |
| Content Assembly Mechanism                                      | CAM               | 2007                                           | OASIS        |
| REgular LAnguage for XML Next Generation                        | RELAX NG, RelaxNG | 2001, Compact Syntax (2002)                    | OASIS        |
| REgular LAnguage for XML Next Generation                        | RELAX NG, RelaxNG | v1 (2003), v1 Compact Syntax (2006), v2 (2008) | ISO/IEC      |
| Schema for Object-Oriented XML                                  | SOX               | ?                                              | ?            |
| Schematron                                                      | N/A               | 2006                                           | ISO/IEC      |
| XML-Data Reduced                                                | XDR               | ?                                              | ?            |
| ASN.1 XML Encoding Rules                                        | XER               | ?                                              | ?            |
| XML Schema                                                      | WXS, XSD          | 1.0 (2004), 1.1 (2012)                         | W3C          |

## 같이 보기
- 구조화 정보
- 자료 구조
- 스키마
- XML 로그

언어:
- 문서 형식 정의
- OASIS CAM
- XML 스키마 (W3C)